# Społeczny Fundusz Budowy Szkół i Internatów

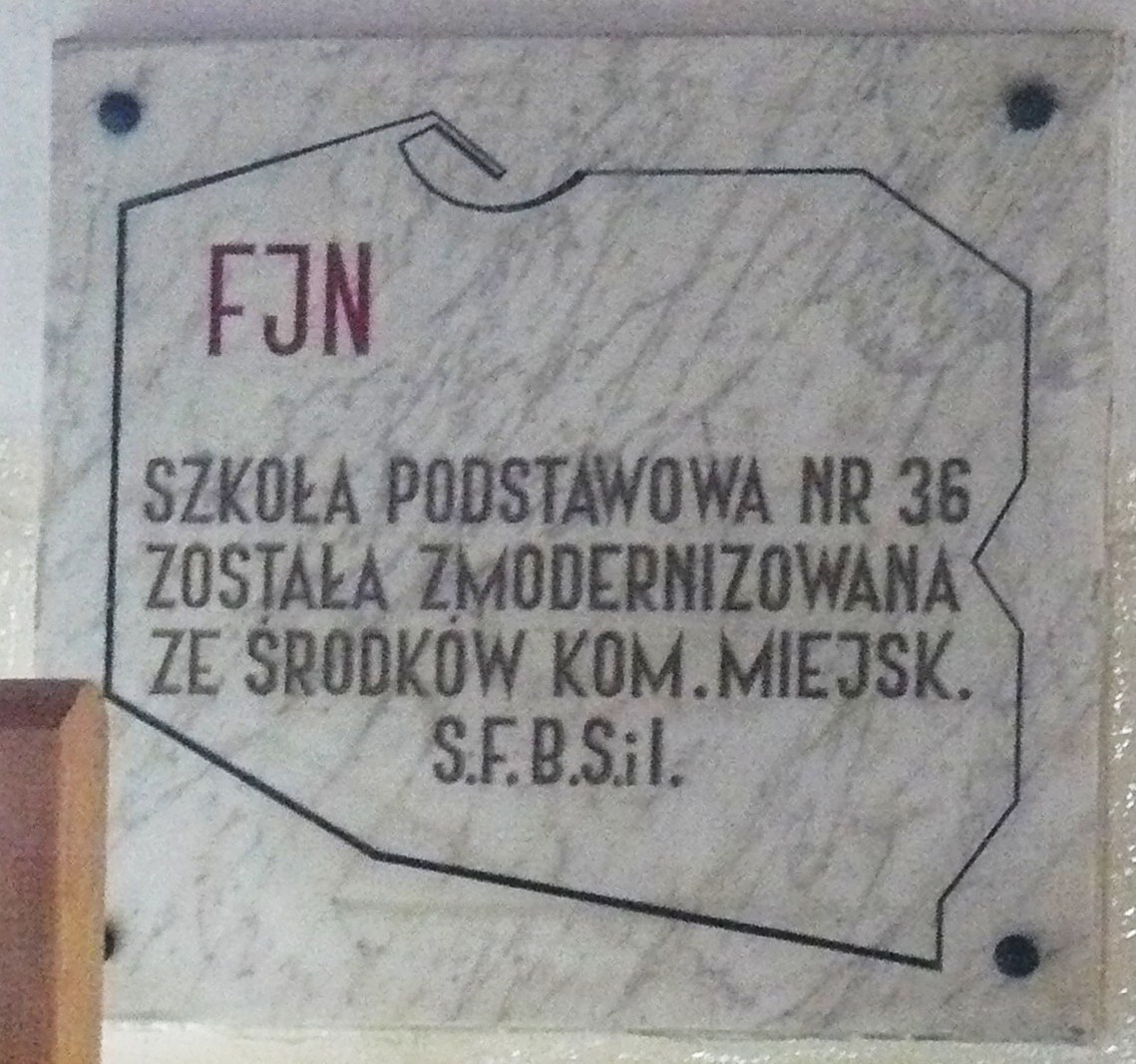
Szkoła przy ul. Słowackiego 54/60 w Poznaniu zmodernizowana dzięki środkom Funduszu

Społeczny Fundusz Budowy Szkół i Internatów – polski fundusz stworzony w 1966, celem budowy nowych lub modernizacji istniejących szkół i internatów. Gromadził środki społeczne.
Fundusz powstał z połączenia dwóch wcześniej istniejących funduszy:
- Społecznego Funduszu Odbudowy Stolicy i Kraju (SFOSiK) – działającego od 1945,
- Społecznego Funduszu Budowy Szkół Tysiąclecia – działającego od 1959.

W 1973 przekształcony został w Narodowy Fundusz Ochrony Zdrowia.